# 破坏计算机信息系统罪
破坏计算机信息系统罪，是《中华人民共和国刑法》第286条规定的罪名。法律条文为：
第286条 违反国家规定，对计算机信息系统功能进行删除、修改、增加、干扰，造成计算机信息系统不能正常运行，后果严重的，处5年以下有期徒刑或者拘役;后果特别严重的，处5年以上有期徒刑。
违反国家规定，对计算机信息系统中存储、处理或者传输的数据和应用程序进行删除、修改、增加的操作，后果严重的，依照前款的规定处罚。

故意制作、传播计算机病毒等破坏性程序，影响计算机系统正常运行，后果严重的，依照第1款的规定处罚。

## 构成要件
本罪名为一般犯罪主体的故意犯罪。
侵犯的客体为计算机信息系统。根据2011年8月1日《最高人民法院、最高人民检察院关于办理危害计算机信息系统安全刑事案件应用法律若干问题的解释》第11条规定，计算机系统、计算机信息系统是指具备自动处理数据功能的系统，包括计算机、网络设备、通信设备、自动化控制设备等。 
该罪名出现于1997年《刑法》。

## 司法解释
根据2011年8月1日《最高人民法院、最高人民检察院关于办理危害计算机信息系统安全刑事案件应用法律若干问题的解释》
第4条：破坏计算机信息系统功能、数据或者应用程序，具有下列情形之一的，应当认定为刑法第286条第1款和第2款规定的「后果严重」：
1. 造成10台以上计算机信息系统的主要软件或者硬件不能正常运行的；
2. 对20台以上计算机信息系统中存储、处理或者传输的数据进行删除、修改、增加操作的；
3. 违法所得5,000元以上或者造成经济损失10,000元以上的；
4. 造成为100台以上计算机信息系统提供域名解析、身份认证、计费等基础服务或者为10,000以上用户提供服务的计算机信息系统不能正常运行累计1小时以上的；
5. 造成其他严重后果的。

实施前款规定行为，具有下列情形之一的，应当认定为破坏计算机信息系统「后果特别严重」：
1. 数量或者数额达到前款第1项至第3项规定标准5倍以上的；
2. 造成为500台以上计算机信息系统提供域名解析、身份认证、计费等基础服务或者为5万以上用户提供服务的计算机信息系统不能正常运行累计1小时以上的；
3. 破坏国家机关或者金融、电信、交通、教育、医疗、能源等领域提供公共服务的计算机信息系统的功能、数据或者应用程序，致使生产、生活受到严重影响或者造成恶劣社会影响的；
4. 造成其他特别严重后果的。

第5条：具有下列情形之一的程序，应当认定为刑法第286条第3款规定的「计算机病毒等破坏性程序」：
1. 能够通过网络、存储介质、文件等媒介，将自身的部分、全部或者变种进行复制、传播，并破坏计算机系统功能、数据或者应用程序的；
2. 能够在预先设定条件下自动触发，并破坏计算机系统功能、数据或者应用程序的；
3. 其他专门设计用于破坏计算机系统功能、数据或者应用程序的程序。

第6条：故意制作、传播计算机病毒等破坏性程序，影响计算机系统正常运行，具有下列情形之一的，应当认定为刑法第286条第3款规定的「后果严重」：
1. 制作、提供、传输第5条第1项规定的程序，导致该程序通过网络、存储介质、文件等媒介传播的；
2. 造成20台以上计算机系统被植入第5条第2、3项规定的程序的；
3. 提供计算机病毒等破坏性程序10人次以上的；
4. 违法所得五千元以上或者造成经济损失1万元以上的；
5. 造成其他严重后果的

实施前款规定行为，具有下列情形之一的，应当认定为破坏计算机信息系统「后果特别严重」：
1. 制作、提供、传输第5条第1项规定的程序，导致该程序通过网络、存储介质、文件等媒介传播，致使生产、生活受到严重影响或者造成恶劣社会影响的；
2. 数量或者数额达到前款第2项至第4项规定标准五倍以上的；
3. 造成其他特别严重后果的。